# کد رایانه
کُد رایانه یا کُد برنامه (به انگلیسی: Code) عبارت است از مجموعه دستورالعمل‌هایی که یک برنامهٔ رایانه‌ای را تشکیل می‌دهند که این برنامه توسط یک رایانه اجرا می‌شود. این یکی از دو مؤلفه نرم‌افزار است که روی سخت‌افزار رایانه اجرا می‌شود و مؤلفه دیگر نیز داده‌ها هستند.
رایانه‌ها فقط می‌توانند دستورالعمل‌های مربوط به کد ماشین را که بخشی از مجموعه دستورالعمل‌های آن‌ها است، اجرا کنند. از آنجا که خواندن این دستورالعمل‌ها برای انسان دشوار است، و نوشتن برنامه‌های خوب به‌زبان ماشین یا سایر زبان‌های برنامه‌نویسی سطح پایین یک کار زمان‌بر است، بیشتر برنامه‌نویسان به کد منبع یک زبان برنامه‌نویسی سطح بالا برنامه‌نویسی می‌کنند. این کد منبع توسط کامپایلر یا مترجم به‌زبان ماشین ترجمه می‌شود تا کامپیوتر بتواند آن را در جهت انجام وظایفش اجرا کند. کامپایلر آبجکت کد را تولید می‌کند که معمولاً به زبان ماشین نوشته شده‌است اما این کد ممکن است به یک زبان سطح متوسط، در سطح پایین‌تری از منبع نیز باشد. اغلب از یک سیستم زمان اجرا برای اجرای آبجکت کد با پیوند دادن آن به کتابخانه‌های متداول استفاده می‌شود. بایت‌کد سطحی پایین‌تر از سطح زبان منبع است که برای تفسیر کارآمدتر مفسران طراحی شده‌است.